# Carmen Fernández Seguín
Carmen Fernández Seguín (Coalloso, 1905 - Sandiás, 1999) fue una política y guerrillera antifranquista de Galicia, España.

## Trayectoria
Casada con Jesús de Dios, fundador del Partido Comunista de España (PCE) en Sandiás, debió huir al declararse la Guerra Civil y quedar Galicia en manos de los sublevados, marchando a Portugal. Jesús de Dios, que regresó ocasionalmente a España, fue detenido y condenado, muriendo pocos años después. Carmen Fernández recogió el compromiso de su marido y fue enlace y suministradora de víveres de las guerrillas antifranquistas en Galicia. Junto a sus hijos Camilo y Perfecto de Dios  ingresaron en octubre de 1948 en la  IIª Agrupación del Ejército Guerrillero de Galicia.En mayo de 1950  junto a su hijo, Perfecto de Dios, intentaron pasar a Francia. El 16 de mayo en Chaherrero, en Ávila, tuvieron un tiroteo  con la Guardia Civil. Ella fue detenida y condenada, su hijo murió en el tiroteo,  Manuel Rodríguez fue apresado algo más tarde y ejecutado cuatro meses más tarde a garrote vil en Orense y Juan Rodríguez Sorga pudo escapar. Camilo estaba entonces en la cárcel.
Fernández Seguín fue trasladada a Orense y acusada de participar en varios atentados perpetrados por la guerrilla en Limia y en el incendio de la casa del cura de Couso de Salas. En la causa militar 111/50 se dictaminó que estos hechos eran constitutivos de un delito de formación de grupos armados dedicados al bandidaje y al terrorismo, por lo que el Fiscal Militar solicitó la pena de muerte y la responsabilidad civil del pago de indemnizaciones. Finalmente, el 27 de octubre de 1950, fue condenada a 30 años de prisión y al embargo de sus bienes.
Pasó 13 años en distintas prisiones, Segovia y Alcalá, donde realizó  actividades clandestinas organizando células comunistas en las prisiones, colaborando con Mundo Obrero y llevando a cabo distintos tipos de protestas y huelgas. Una vez en libertad se trasladó a Sandiás, donde nunca divulgó sus actividades fuera de un reducido grupo de familiares.